# Bucharamnicola bucharica
Bucharamnicola bucharica е вид коремоного от семейство Hydrobiidae.

## Разпространение
Видът е разпространен в Таджикистан.